# HD 74156 c
HD 74156 c es un planeta extrasolar por lo menos ocho veces la masa de Júpiter que orbita la estrella HD 74156.Es más probable que un gigante gaseoso. Este planeta fue descubierto por Dominique Naef y Michel Mayor, en abril de 2001 junto con el primer planeta HD 74156 b.